# Саанич (город)
Саанич (англ. Saanich, /sænɪtʃ/) — окружной муниципалитет на острове Ванкувер (Британская Колумбия, Канада). Население города, согласно переписи 2011 года статистической службы, составляет 109 752 человека. Саанич — самый большой город в округе Капитал на острове Ванкувер, и восьмой по величине город в провинции. Саанич расположен на северо-западе от города Виктория и является частью Большой Виктории, в муниципалитете расположена часть Викторианского университета.

## История
В Сааниче проживали индейцы Канады на протяжении 4 тысяч лет до того как первые европейские поселенцы прибыли в Британскую Колумбию. В середине 1850-х годов рабочие компании Гудзонова залива заложили существующий город среди лесов острова. Название города произошло от слова на северном стрейтсе, означающем «возвышенный». Саанич был инкорпорирован как окружной муниципалитет в 1906 году.

## Население
Согласно переписи населения 2011 года, в Сааниче проживали 109 752 человек, что делало его восьмым по населению городом Британской Колумбии. Плотность населения составляла 1058 человек на км². Прирост населения Саанича с 2006 года составил 1,4 % (в среднем по провинции Британская Колумбия 5,9 %). 13,7 % населения города составляли дети моложе 14 лет, 18,3 % — люди пенсионного возраста (65 лет и старше). 68,0 % жителей города составляли люди в работоспособном возрасте, что было сопоставимо с национальным показателем 68,5 %. Медианный возраст жителей города (44,0 года) был выше национального (40,6 лет) и возраста в провинции Британская Колумбия (41,9 года).
Динамика населения:
| 1996    | 2001    | 2006    | 2011    |
| ------- | ------- | ------- | ------- |
| 101 388 | 103 654 | 108 265 | 109 752 |

## Климат
Окружной муниципалитет находится на длинном океанском побережье.
| Показатель                   | Янв.  | Фев. | Март | Апр. | Май  | Июнь | Июль | Авг. | Сен. | Окт. | Нояб. | Дек.  | Год   |
| ---------------------------- | ----- | ---- | ---- | ---- | ---- | ---- | ---- | ---- | ---- | ---- | ----- | ----- | ----- |
| Абсолютный максимум, °C      | 7,4   | 8,4  | 10,5 | 13,3 | 16,6 | 19,5 | 22,1 | 22,3 | 19,3 | 13,9 | 9,4   | 7,0   | 14,1  |
| Средняя температура, °C      | 4,8   | 5,3  | 7,1  | 9,3  | 12,2 | 14,9 | 17,0 | 17,1 | 14,6 | 10,3 | 6,6   | 4,5   | 10,3  |
| Абсолютный минимум, °C       | 2,2   | 2,2  | 3,6  | 5,2  | 7,8  | 10,3 | 11,9 | 11,9 | 9,8  | 6,7  | 3,8   | 1,9   | 6,4   |
| Норма осадков, мм            | 145,1 | 89,6 | 79,3 | 51,5 | 41,5 | 34,7 | 20,5 | 26,5 | 29,6 | 93,0 | 155,8 | 141,3 | 908,2 |
| Источник: Environment Canada |       |      |      |      |      |      |      |      |      |      |       |       |       |